# Michal Trávník
Michal Trávník (* 17. května 1994 Mutěnice) je český profesionální fotbalista, který hraje na pozici středního záložníka za český klub 1. FC Slovácko. V roce 2018 odehrál také 5 utkání v dresu české reprezentace.

## Klubová kariéra
Trávník začínal s kopanou v FK Mutěnice, poté odešel do RSM Baník Šardice, kde si zkusil i žákovskou ligu a poté se přesunul do 1. FC Slovácko, kde působil v mládežnické akademii. V A-týmu Slovácka se poprvé představil v jarní části sezony 2011/12, kdy ve svých 17 letech debutoval v 1. české lize (18. března 2012 proti SK Dynamo České Budějovice, remíza 2:2).

### FK Jablonec
Dne 26. června 2015 přestoupil do FK Jablonec, se kterým podepsal smlouvu do roku 2018.

### AC Sparta Praha
V červnu 2019 Trávník přestoupil do Sparty.

## Reprezentační kariéra
Michal Trávník reprezentoval Českou republiku od kategorie U17 výš. Zúčastnil se Mistrovství světa hráčů do 17 let 2011 v Mexiku, kde byla ČR vyřazena již v základní skupině D po 1 výhře a 2 porážkách.
V dubnu 2014 se poprvé představil v dresu „lvíčat“ (česká jedenadvacítka).

Pod vedením trenéra Jakuba Dovalila se zúčastnil domácího Mistrovství Evropy hráčů do 21 let 2015 konaného v Praze, Olomouci a Uherském Hradišti, kde česká reprezentace vypadla v základní skupině.

Hrál i v následujícím kvalifikačním cyklu, trenér Vítězslav Lavička jej v červnu 2017 vzal na Mistrovství Evropy hráčů do 21 let v Polsku. Zde se po absenci Aleše Čermáka ujal funkce kapitána týmu. Český tým obsadil se třemi body 4. místo v základní skupině C.